# Geschäftspapier
Geschäftspapier war eine Bezeichnung im deutschen Postwesen für Produkte, für deren Beförderung eine ermäßigte Gebühr vorgesehen war.
Als Geschäftspapiere gegen ermäßigte Gebühr wurden zugelassen: alle ganz oder teilweise geschriebenen oder gezeichneten Schriftstücke und Urkunden, welche nicht die Eigenschaft einer persönlichen Mitteilung hatten, zum Beispiel Prozessakten, öffentliche Urkunden, Frachtbriefe, Rechnungen, Quittungen, Abschriften von Verträgen, geschriebene Notenblätter usw. Sie unterlagen nach Form und äußeren Beschaffenheit denselben Bestimmungen wie die Drucksachen. Die Aufschrift musste die Bezeichnung „Geschäftspapiere“ enthalten. Der Allgemeine Postvereinsvertrag von Bern führte Geschäftspapiere zum 12. Juli 1875 (papiers d́affaires) im Auslandsverkehr ein. 25 Jahre später zum 1. März 1900 wurde diese Sendungsform in Deutschland im Inland zur Gebühr wie für Drucksachen zugelassen.
Zum 1. März 1963 wurde diese Sendungsform im Inlandsdienst aufgehoben. 